# Jimmy Zitano
James „Jimmy“ Zitano (* 1928; † 1. April 1989) war ein US-amerikanischer Jazzmusiker (Schlagzeug, Bongos).

## Leben und Wirken
Zitano spielte ab den frühen 1950er-Jahren in der Bostoner Jazzszene; erste Aufnahme entstanden um 1953, als Miles Davis im dortigen Hi hat Club mit den Hat All Stars (Jay Migliori, Al Walcott, Bob Freeman, Jimmy Woode) auftrat. In den folgenden Jahren arbeitete er in Boston und New York City mit Al Vega, Dick Wetmore, Donald Byrd, Herb Pomeroy und Serge Chaloff. Mit dem Lem-Winchester-Quartett gastierte er 1958 auf dem Newport Jazz Festival, wo er auch im Duo mit Willie The Lion Smith spielte („Echoes of Spring“). 1961 verließ er Pomeroys Band und spielte bei Al Hirt; in den frühen 60ern war er auch an dessen Studioaufnahmen mit der Sängerin Ann Margaret (The Beauty and the Beard) beteiligt und konzertierte mit Hirts Sextett 1965 in der New Yorker Carnegie Hall. Ab 1969 arbeitete er in einer Hotelband in Dallas. Bei einem Konzert mit dem Klarinettisten Peyton Parks erlitt er einen Herzinfarkt, an dessen Folgen er mit 61 Jahren starb. Im Bereich des Jazz war er zwischen 1953 und 1965 an 22 Aufnahmesessions beteiligt.